# Enrique Ferreyros Ayulo
Enrique Carlos Ferreyros Ayulo (Lima, 10 de noviembre de 1877-Océano Atlántico, 16 de marzo de 1932) fue un empresario peruano. Fundador de la firma comercial “Enrique Ferreyros y Cía. Sociedad en Comandita”, origen de conglomerado comercial e industrial Ferreyros, actualmente Ferreycorp, que ha tenido mucha gravitación en la vida económica del Perú.

## Biografía
Fue el hijo mayor del marino Carlos Ferreyros y Senra y de Rosa Ayulo Mendivil. En 1906 se casó con Clemencia Ribeyro Benites, con  quien tuvo cuatro hijos y dos hijas.
De joven trabajó en la Casa Comercial Ayulo, que se dedicaba a actividades de comercio de exportación e importación.
En 1922, fundó la firma comercial “Enrique Ferreyros y Cía. Sociedad en Comandita”, junto con un pequeño grupo de socios pudientes, entre quienes estaban Carlos Semsch y Enrique Swayne; también participaron sus hermanos Manuel y Alfredo Ferreyros Ayulo. Su capital inicial era de cien mil soles. Su sede se instaló en el centro de Lima. La empresa se dedicó en sus primeros años a la comercialización de productos de consumo masivo; luego se fue diversificando.
El principal accionista y cabeza de dicha sociedad, tal como su nombre lo evidenciaba, era Enrique Ferreyros Ayulo. En 1931 se transformó en sociedad anónima con el nombre de Enrique Ferreyros y Compañía S.A. Este fue el origen del Grupo Ferreyros, uno de los grandes grupos de poder económico del Perú, que se ha mantenido vigente hasta la actualidad.
Enrique Ferreyros falleció repentinamente en 1932, cuando realizaba un viaje a Europa a bordo del vapor Reyna del Pacífico, en pleno Océano Atlántico, víctima de tuberculosis pulmonar. Al momento de morir, su fortuna estaba compuesta por el 63% de su participación en la compañía que había fundado; 30% en dos casas en el Callao y Miraflores y un terreno en Lima; y el 7% restante entre pólizas y acciones de compañías de seguros, dos autos y algunas joyas.
La compañía Ferreyros tuvo un giro trascendental en 1942, cuando Carlos Ferreyros Ribeyro, hijo de Enrique Ferreyros, asumió su dirección y tomó la decisión de asumir la representación exclusiva de Caterpillar en el Perú. A partir de entonces, la compañía dejó de lado la importación de bienes de consumo e incursionó en el más lucrativo negocio de bienes de capital.